# Championnats du monde de semi-marathon 2003

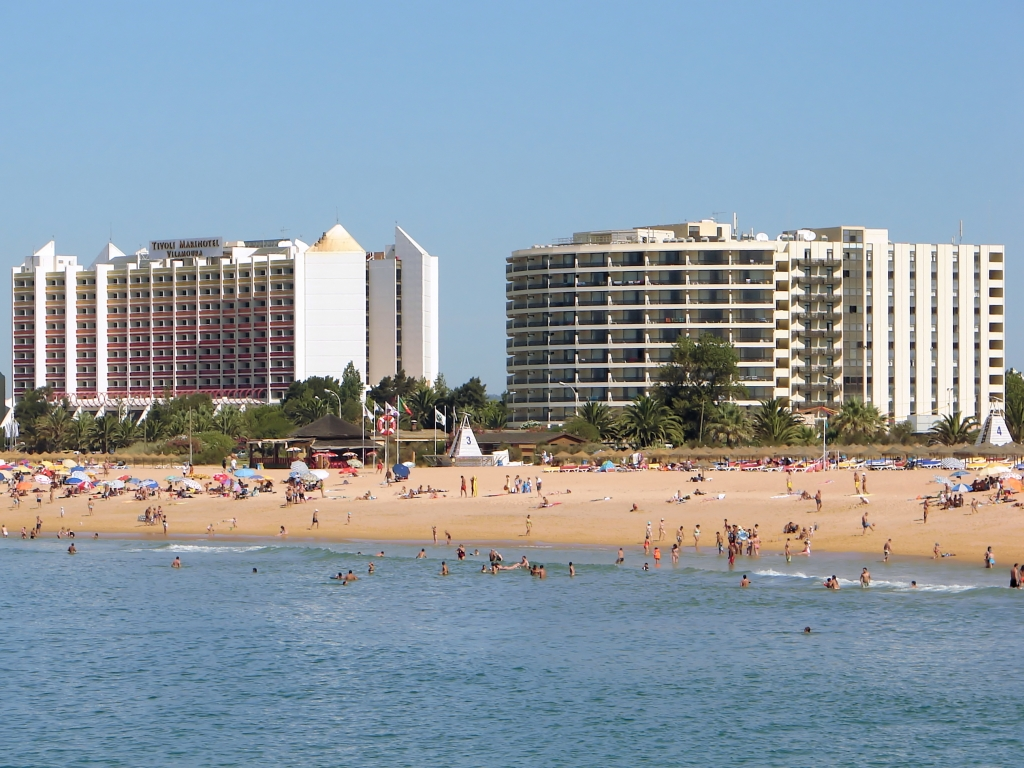
plage de praia Vilamoura située au portugal, image liée à l'article LES 12e championnats du monde de semi-marathon qui a eu lieu le 4 octobre 2003 à Vilamoura au Portugal

Les 12e Championnats du monde de semi-marathon ont eu lieu le 4 octobre 2003 à Vilamoura, au Portugal. 171 athlètes issus de 49 nations ont participé à l'évènement.

## Résultats

### Hommes
| Épreuves            | Or                                                                 | Argent                                                            | Bronze                                                        |
| Course individuelle | Martin Lel 1 h 00 min 49                                           | Fabiano Joseph Naasi 1 h 00 min 52                                | Martin Sulle 1 h 00 min 56                                    |
| Par équipes         | Tanzanie Fabiano Joseph Naasi Martin Sulle John Yuda 3 h 03 min 01 | Kenya Martin Lel John Cheruiyot Korir Yusuf Songoka 3 h 03 min 09 | Éthiopie Tesfaye Tola Dereje Adere Mesfin Hailu 3 h 07 min 34 |

### Femmes
| Épreuves            | Or                                                                          | Argent                                                           | Bronze                                                                     |
| Course individuelle | Paula Radcliffe 1 h 07 min 35                                               | Berhane Adere 1 h 09 min 02                                      | Benita Johnson 1 h 09 min 26                                               |
| Par équipes         | Russie Lidiya Grigoryeva Alla Zhilyayeva Lyudmila Biktashyova 3 h 30 min 16 | Japon Mikie Takanaka Takako Kotorida Risa Hagiwara 3 h 34 min 23 | Roumanie Constantina Tomescu-Dita Luminita Talpos Nuta Olaru 3 h 35 min 07 |

## Tableau des médailles
| Rang | Nation | Or | Argent | Bronze | Total |
| ---- | ------ | -- | ------ | ------ | ----- |